# Människan och jorden
Människan och jorden är en dokumentärfilm av Ulf von Strauss. 

## Handling
Filmen är en brett upplagd skildring av makten över maten, och spelades in under flera år i Sverige, Kenya, Bangladesh, Ecuador, USA, Karibien, Mexiko och Vietnam.

### Webbkällor
- Människan och jorden på Internet Movie Database (engelska)